# Nujabes
Seba Jun (瀬場潤 Seba Jun, 7 tháng 2 năm 1974 – 26 tháng 2 năm 2010) là một nhà sản xuất âm nhạc hip hop và DJ người Nhật, thường thu âm dưới tên gọi Nujabes (ヌジャベス Nujabesu), cách đánh vần ngược lại tên của mình theo thứ tự họ tên của người Nhật. Nujabes, thường được phát âm là /ˈnudʒɑːbɛs/, cũng là chủ sở hữu của chuỗi phòng thu đặt tại Shibuya, T Records và Guinness Records, và là người sáng lập ra hãng thu âm độc lập Hydeout Productions. Ông nhận được sự hoan nghênh rộng rãi với cách tiếp cận âm nhạc hip hop độc đáo và sáng tạo của mình.

## Sự nghiệp
Nujabes được biết đến với cách tiếp cận những nhịp trống của hip hop, thường pha trộn những ảnh hưởng của jazz vào việc tạo ra một thứ âm thanh êm dịu, hoài cổ và atmospheric. Ông sử dụng một loạt các mẫu âm thanh của các nhạc cụ và thể loại khác nhau, nhằm tạo ra một sự rung cảm nhẹ nhàng. Ngoài các nghệ sĩ Nhật Bản như Uyama Hiroto, Shing02, L-Universe, và Minmi, Nujabes còn hợp tác với một số nghệ sĩ hip hop underground người Mỹ như CYNE, Cise Starr (như một ca sĩ solo bên cạnh tập thể hip-hop CYNE), Apani B, Five Deez, Substantial, CL Smooth, Fat Jon, Terry Callier cũng như rapper người Anh Funky DL. Ông cũng là một thành viên của bộ đôi nhà sản xuất Urbanforest, một sự hợp tác thử nghiệm với Nao T.
Nujabes là một trong những nhạc sĩ đóng góp nhiều nhất cho phần nhạc nền và soundtrack của Samurai Champloo, một bộ phim hoạt hình anime pha trộn giữa một sự sắp đặt của Nhật Bản thời phong kiến với những sự lỗi thời một cách hiện đại, đặc biệt là có liên quan đến những thể loại của văn hóa hip hop như graffiti và rap.
Nujabes từng hợp tác với Shing02 trong tác phẩm lục khúc (hexalogy) được đánh giá cao mang tên "Luv(sic)". Họ tạo ra các phần 1, 2 và 3 cùng nhau; Shing02 phát hành các phần 4, 5, 6 sau đó bằng việc sử dụng các âm thanh nhạc cụ của Nujabes sau cái chết của ông nhằm tưởng nhớ đến Nujabes và như một sự khép lại sự nghiệp âm nhạc của ông. Theo Shing02, phần nhạc cụ của phần sau đó sẽ là Part 6 (Grand Finale) được phát hiện trên điện thoại di động của Nujabes một vài tuần sau khi ông mất.

## Qua đời
Ngày 26 tháng 2 năm 2010, Jun Seba bị gặp phải một tai nạn giao thông lúc đang lái xe ra khỏi đường cao tốc Shuto (Shuto Expressway) vào lúc đêm khuya. Ông qua đời tại một bệnh viện ở phường Shibuya sau những nỗ lực cứu sống thất bại.

## Danh sách đĩa hát

### Album phòng thu
| Thông tin album                                  |
| ------------------------------------------------ |
| Metaphorical Music - Ra mắt: 21 tháng 8 năm 2003 |
| Modal Soul - Ra mắt: 11 tháng 11 năm 2005        |
| Spiritual State - Ra mắt: 3 tháng 12 năm 2011    |

### Album tổng hợp
| Thông tin album |
| --- |
| Hydeout Productions 1st Collection - Ra mắt: 23 tháng 4 năm 2003 |
| Hydeout Productions 2nd Collection - Ra mắt: 11 tháng 11 năm 2007 |
| Modal Soul Classics - Ra mắt: 6 tháng 6 năm 2008 |
| Mellow Beats, Friends & Lovers - Ra mắt: 10 tháng 6 năm 2009 với Uyama Hiroto, Naoki Maeda, Dwele, Golden Boy, Sora, Takagi Masakatsu, Kuniyuki Takahashi và Rei Harakami |
| Modal Soul Classics II - Ra mắt: 11 tháng 11 năm 2010 – album tưởng niệm                                                                                                  |

### Album nhạc phim
| Thông tin album                                                                                               |
| --- |
| Samurai Champloo Music Record: Departure - Ra mắt: 23 tháng 6 năm 2004 với Fat Jon và MINMI                   |
| Samurai Champloo Music Record: Impression - Ra mắt: 16 tháng 9 năm 2004 với Force of Nature, Fat Jon và MINMI |

### EP & Đĩa đơn
- 1999: Ain't No Mystery
- 2002–2013: Luv (Sic) Part 1 – Part 6
- 2003: Lady Brown 12"

### Album hợp tác sản xuất với các nghệ sĩ khác
- 2001: To This Union a Sun Was Born (với Substantial)
- 2003: Bullshit as Usual (với Pase Rock)

### Mixtape chính thức
- 1998: Sweet Sticky Thing
- 2002: Ristorante Mixtape: Nujabes